# Jordan Stevens
Jordan Stevens, né le 25 mars 2000 à Gloucester, est un footballeur anglais qui évolue au poste de milieu de terrain au Barrow AFC.

## Biographie

### Carrière
Issu du centre de formation des Forest Green Rovers, Stevens y signe son premier contrat professionnel le 11 septembre 2017. Le lendemain, il fait ses débuts lors d'une défaite 1-0 contre Lincoln City. Jouant en tout 15 matchs avec les Forest Green Rovers il marque également un but contre Cheltenham Town en FA Trophy, le 3 octobre 2017.
Le 1er février 2018, Stevens rejoint Leeds United, signant un contrat de deux ans et demi plus une année supplémentaire facultative via un transfert au montant non divulgué.
Le 21 septembre 2020, il est prêté à Swindon Town.
Le 31 août 2021, il rejoint Barrow.

## Style de jeu
Jordan Stevens a commencé sa carrière au poste de milieu de terrain central à Forest Green ; il évolue ensuite brièvement au poste d'arrière droit avec les moins de 23 ans de Leeds avant d'être reconverti en ailier par Marcelo Bielsa. Ce dernier dis notamment à son sujet : « Il a toutes les compétences nécessaires pour jouer en attaque. Il a aussi de la qualité et de la vitesse ».

## Palmarès
| Leeds United - Championnat - Champion en 2019-20 |